# Martinszell (Obersüßbach)
Martinszell ist ein Weiler mit 40 Einwohnern (Stand 2016). Der Ort gehört zur Gemeinde Obersüßbach im niederbayerischen Landkreis Landshut. 

## Geschichte
In Martinszell war vor ca. 800 Jahren ein Rodungskloster, welches auch die umliegenden Dörfer gründete.
Vor der Gemeindereform in den 1970er Jahren war Martinszell eine eigenständige Gemeinde im Landkreis Mainburg mit zwölf weiteren Ortsteilen.
Teile dieser Gemeinde, nämlich Martinszell sowie die Orte Reitersberg, Thal, Traich, Ulrichsried, Unterviecht, Walchzell, Waltendorf und Zieglreuth, wurden im Zuge der Gebietsreform in Bayern am 1. Mai 1978 in die Gemeinde Obersüßbach eingegliedert. Die Orte Iglthal, Oberviecht, Taubengrub und Untergolzaberg kamen gleichzeitig zur Gemeinde Volkenschwand.

## Vereine
Der Ort hat eine Freiwillige Feuerwehr.

## Pfarrgemeinde
Das Dorf gehört zur katholischen Pfarrgemeinde Volkenschwand. Einziges Baudenkmal ist die dem heiligen St. Martin geweihte Filialkirche.
Siehe auch: Liste der Baudenkmäler in Martinszell